# Distretto di Mjadzel
Il distretto di Mjadzel (in bielorusso Мядзельскі раён?) è un distretto (raën) della Bielorussia appartenente alla regione di Minsk.